# SPEC: 경시청 공안부 공안 제5과 미상 사건 특별 대책계 사건부
《SPEC~경시청 공안부 공안 제5과 미상 사건 특별 대책계 사건부~》(일본어: SPEC〜警視庁公安部公安第五課 未詳事件特別対策係事件簿〜 スペック〜けいしちょうこうあんぶ こうあんだいごか みしょうじけんとくべつたいさくがかりじけんぼ〜[*])는 2010년 10월 8일부터 12월 17일까지 TBS 계열에서 매주 금요일 22:00 ~ 22:54(JST)에 〈금요드라마〉 시간대로 방송된 토다 에리카·카세 료 공동 주연의 일본의 텔레비전 드라마이다.

## 개요
수사 1과가 어찌할 도리가 없는 특수한 사건을 수사하기 위해서 경시청 공안부가 설립한 미상 사건 특별 대책계, 통칭 “미상”에 배속된 IQ201의 천재이며 괴짜인 토마 사야와 경시청 특수부대(SIT) 출신 세부미 타케루 2명의 수사관이, 보통 사람에게는 없는 특수 능력(SPEC)을 갖춘 범인과 대결하는 모습을 그린다. 금요드라마 시간대에서는 전 쿨의 《자만 형사》에 이은 형사 드라마이다.
본 작품은 1999년에 방송되어 2000년에 극장판이 개봉한 형사 드라마 《케이조쿠》의 세계관 이나 일부의 설정을 답습하고 있어, 츠츠미 유키히코나 니시오기 유미에 등 동 작품의 주요 스태프는, 본 작품에도 종사하고 있다. 또, 류 라이타나 토쿠이 유는 《케이조쿠》와 같은 역할의 이름으로 출연하고 있다. 《케이조쿠》의 속편으로서 파악할 수 있기도 해, 제작 발표 당초는 가제로서 정식 타이틀 전에 《케이조쿠 2》를 씌우고 있었다.
《TRICK》 시리즈 등과 마찬가지로 같은 시간대 경쟁 프로그램(주로 《금요 로드쇼》) 등의 다른 방송사 소재나 시사, 출연진, 제작진, 촬영 뒷이야기 등의 패러디적인 요소를 많이 포함한 작은 이야깃거리를 여기저기서 볼 수 있으나, 《케이조쿠》와 같이 무거운 전개가 주가 되고 있다. 초기에는 미스터리적인 전개가 많지만, 이야기의 후반 이후는 SPEC에 관한 음모극을 중심으로 진행된다.
드라마의 평균 시청률은 10.5%를 기록했지만, 유료 다운로드나 DVD 판매량이 호조였기 때문에, 더 텔레비전 드라마 아카데미상에서 4개 부문을 수상하며 높은 평가를 받았으며, 이에 2011년 7월 8일, 속편이 되는 스페셜 드라마 《SPEC~상~》(2012년 4월 1일 방송)과 영화 《SPEC~천~》(2012년 4월 7일 개봉, 배급 회사는 토호)의 제작이 발표되었다. 또, 10월 4일에는 만화화되어 영 에이스 2012년 2월호부터 연재된다고 발표되었다.

## 시리즈
※스토리 순서로 기재.
- 코믹/노벨 〈SPEC~제로~ 경시청 공안부 공안 제5과 미상 사건 특별 대책계 사건부〉 - 2012년 4월 4일 발매, 2013년 10월 23일 스페셜 드라마 방송
- 연속 드라마 〈SPEC ~경시청 공안부 공안 제5과 미상 사건 특별 대책계 사건부~〉 - 2010년 10월 8일 ~ 12월 17일 방송 (전 10화)
- 스페셜 드라마 〈SPEC~상~ 경시청 공안부 공안 제5과 미상 사건 특별 대책계 사건부〉 - 2012년 4월 1일 방송
- 영화 〈극장판 SPEC~천~ 경시청 공안부 공안 제5과 미상 사건 특별 대책계 사건부〉 - 2012년 4월 7일 개봉
- 영화 〈극장판 SPEC~클로즈~ 전편〉 - 2013년 11월 1일 개봉, 시리즈 완결편의 전편
- 영화 〈극장판 SPEC~클로즈~ 후편〉 - 동년 11월 29일, 상기와 연속 개봉, 시리즈 완결편의 후편

프로듀서 우에다 히로키에 의하면, 시리즈로서는 연속 드라마가 〈기〉, 스페셜 드라마 《SPEC~상~》이 〈승〉, 《극장판 SPEC~천~》이 〈전〉이라고, 기승전결의 흐름을 생각할 수 있어 〈결〉은 2012년 3월 시점에서는 구상의 단계로 라스트까지 생각되고 있지만 제작은 미정이다. 덧붙여 《천》의 마지막에 토마가 〈《결》을 한다고 생각한다면 큰 착각이다!〉라고 하거나, 세부미가 〈《결》로 좋은가?〉라고 토마에게 물으면서 〈결〉이라고 쓰여진 종이를 가지고 있거나 하고 있는 것으로부터, 그야말로 속편이 있는 것을 시사하고 있다.

## 등장인물
토마 사야 <24→25> - 토다 에리카
주인공 중 한 명. 미상의 수사관. IQ 201의 두뇌를 가졌고, 교자를 매우 좋아하는 침착하지 못한 여자 형사. 교토 대학 이학부를 졸업한 물리 매니아로 FBI에서 X-FILE을 연구한 경험이 있다. 왼손을 삼각건으로 매달고, 붉은 캐리백을 가지고 다닌다.
세부미 타케루 <36→37> - 카세 료
주인공 중 한 명. 미상의 수사관. 불가해한 사건에 말려 들어가 부하 시무라 유사쿠(연:이토 츠요시)를 오발했다고 의심되어 좌천 되어 왔다. 전 SIT 소대장을 맡아 총의 취급을 잘 아는 군인 매니아인 육체파 형사. 까까머리로 무표정. 갈색 봉투가 가방 대신.
노노무라 코타로 <70→71> - 류 라이타
미상의 촉탁 계장(후에 격하해 계장 대우). 있어도 소용 없는 사람으로 취급 되고 있지만 형사로서의 신념을 강하게 가지고 있다. 전 수사 1과 2계(통칭:케이조쿠) 계장.
니노마에 쥬이치 <연령 불명> - 카미키 류노스케
수수께끼의 소년. 시간을 멈추는 능력을 가진다고 여겨진다.
시무라 미레이 <19→20> - 후쿠다 사키
SIT 대원·시무라 유사쿠의 여동생. 사이코메트리의 능력을 가진 SPEC 홀더. 도쿄 예술대학을 목표로 하는 재수생으로, 후에 예술대 학생이 되지만 중퇴한다. 오빠가 오발 사건에 의해 식물상태가 되어, 세부미를 원망하고 있었지만 오해인 것을 안다.
치이 사토시 <24> - 시로타 유
도쿄 대학 대학원생. 토마의 옛 남자친구로 프러포즈했지만 헤어져, 다시 돌아가기를 원하고 있다.
운노 료타 <35> - 야스다 켄
경찰 병원 의사. 미레이의 오빠·유사쿠의 주치의. 전문은 소아과로, 유능한 외과의이기도 하다.
레이센 토시아키 <연령 불명> - 타나카 테츠시
점쟁이. 미래를 예지하는 SPEC 홀더. 드레드록스 헤어가 특징. 예지를 기초로 한 협박으로 체포되어, 그 후 츠다에 의해 감금 상태에 있다.
사토리 <19> - 마노 에리나
점쟁이. 로리타 패션의 젊은 여자로, 사람의 마음을 읽는 SPEC 홀더. 해외의 조직을 뒤에 갖고있다. 7화·상에 등장.
마사키 미야비 <20→21> - 아리무라 카스미
미상에 출입하는 부경으로, 후에 사법연수생이 된다. 노노무라의 애인으로 온갖 수단으로 결혼을 강요한다. 노노무라와의 주고받음은 본작에 있어서의 코믹 릴리프적 요소가 강하다.
츠다 스케히로 <42> - 시이나 킷페이 (특별 출연)
경시청 공안부 특무 선임 부장. SPEC 홀더들을 확보해, 미상에 그늘에서 관련되는 수수께끼의 남자. 치안 유지를 위해 비합법 활동을 실시하는 공안 제로과 톱의 퍼블릭 도메인이다.

## 각 화 스토리·게스트
화수는 갑을병... 천간으로 표기되어 있다. 이 문단에서는 편의상 숫자로도 표기하고 있다.

### 〈갑의 회〉 (제1화)
세부미는 부하 시무라를 오발해 빈사의 중태에 이르게 했다고 의심되어 관청 내의 한직이라고 소문나있는 〈미상〉에 이동 당한다. 거기에 있던 믿음직스럽지 못한 계장 노노무라와, 만남이 빠른 무전취식이 의심되고 있던 기묘한 여성 형사·토마였다. 때마침 탤런트 국회 의원인 고키타니가, 자신이 살해된다라는 예언을 점쟁이의 레이센으로부터 받아 경비의 의뢰해왔다. 미상은 래아센의 신병을 구속해 엄중한 경비를 강요했지만, 고키타니는 파티 회장에서 돌연사망 한다. 자연사로 여겨져 사건은 끝난 것처럼 보였지만, 토마는 레이센의 예언대로 고키타니가 독살되었다고 간파했다. 진범인과 대치한 두 명이 SPEC에 의해서 공격을 받아 부상해 살해되려고 할 때, 시간이 멈춘 세계 안에 수수께끼에 쌓인 소년 니노마에가 나타난다. 한편, 레이센은 공안부의 츠다에 의해 유치장으로부터 다른 곳으로 데려가 사라지고 거래에 응하도록 협박 당한다.
와키 치히로 <43> - 카미카와 타카야
고키타니의 제일 비서. 소극적이고 성실하고 정직한 태도로 고키타니를 서포트해, 〈비서의 귀감〉이라고 평 된다. 전 의사이기도 하다.
고키타니 하루키 <36> - 카네코 켄
당의 국회 의원으로 고키타니 그룹의 사장. 벤처 비즈니스로부터 갑자기 출세한 남자로, 탤런트 활동도 하고 있다.

### 〈을의 회〉 (제2화)
오발 사건으로 세부미를 원망하는 시무라의 여동생·미레이는, 자신에게 이상한 힘이 싹튼 것을 불안하게 생각해, 오빠의 담당 의사인 운노에게 상담한다. 미상에는 신부 오오시마가 방문해, 교회사로서 면회하고 있는 사형수 카츠라가 천리안의 능력을 얻었다고 주장하고 있는 것을 이야기한다. 카츠라는 경찰에게, 기한내에 있는 미해결 사건을 해결하지 않으면 진범인에게 심판을 내린다고 대결을 강요하고 있었다. 카츠라가 지정한 것은 10년전에 일어난 〈아오야마 화도가 시체없는 살인 사건〉. 재수사를 거쳐 토마와 세부미는 범인을 체포하지만, 카츠라는 〈다른 한명의 범인〉의 존재를 고해, 그 쪽으로 심판을 내렸다고 한다. 그날 밤, 카츠라에게로 츠다가 있는 회의에의 결정을 전하러 온다.
카츠라 코지로 <36> - 야마우치 타카야
여성 5명이 희생이 된 토막 살인 사건의 범인으로, 수법의 잔인함으로부터 사형수가 된다. 자신에게 천리안의 능력이 발현했다고 이야기한다. 이 사건 후, 츠다에 의해 사형이 집행된다.
오오시마 유이치 <46> - 사노 시로
가톨릭 중앙 협회의 신부. 자원봉사로 교회사의 일도 하고 있다.
오니카도 타쿠야 <만 30세 몰> - 타키토 켄이치
〈아오야마 화도가 시체없는 살인 사건〉에서 살해된 신진 기예의 화도가. 창작의 과정에서 자해를 하는 버릇이 있었다.
오니카도 마리코 <34> - 모리와키 에리코
오니카도 타쿠야의 아내.
이타노 사다오 <35> - 사이토 타쿠미
오니카도의 한쪽 팔로 널리 알려진 화도가. 오니카도와는 예부터 친구이기도 했다. 오니카도와 공동으로 회관을 열지만, 경영면에서 의견이 어긋나 대립하고 있었다.
마츠이 카즈오 <34> - 오카다 요시노리
오니카도의 애제자였던 화도가.
오니카도가의 가정부 - 시노헤 케이코
오니카도가에 오래전부터 시중들고 있는 가정부. 타쿠야가 죽은 지금, 마리코를 지탱해주고 있다. 사람의 언동에 민감하게 리액션 하는 성격.

### 〈병의 회〉 (제3화)
세부미는 운노로부터 〈병을 고치는 인간〉을 찾아준다는 거래를 거절하지만, 그 직후 지나가던 사람으로부터 어깨 골절이 한 순간에 치유 받는 현상을 경험한다. 대상불명의 잠복에 동원된 토마와 세부미는 목적지인 주유소에서 점원이 누군가에게 빙의 당하는 사건과 조우한다. 모습이 보이지 않는 범인은 심문 도중 하야시 미노루라는 이름의 순사에 빙의한 것을 시작으로, 전국의 〈하야시 미노루〉에 차례차례로 빙의해 가벼운 범죄들을 거듭해간다. 일련의 이상한 사건들이 보도되기 시작했을 무렵, 경찰에 도착한 도전장에는 제한시간 이내에 자신을 잡지 못하면 빙의의 스펙을 공개한다는 내용이 적혀있다. 흔해 빠진 이름에 쩔쩔매는 미상의 앞에 결국 하야시 미노루가 살인을 저질렀다는 소식이 들어온다. 사건의 진상을 파헤친 토마는 진범의 스펙 앞에 궁지에 몰리지만, 세부미의 임기응변으로 구해진다. 토마는 잡힌 범인을 이용해 어떤 인물을 유인해내려고 하지만, 범인은 돌연 살해당한다.
타케후지 준 <23> - 시미즈 유타카
주유소 점원으로 빙의사건의 최초 피해자. 빙의당한 후, 주변에 가솔린을 뿌려 방화 미수 소동을 일으킨다.
하야시 미노루 - 마사나 보쿠조
빙의사건의 두 번 째 피해자로, 최초로 빙의당한 “하야시 미노루”. 무좀이 있는 경시청 순사.
하야시 미노루 - 모리 후지오
누군가에게 빙의당한 “하야시 미노루” 중의 한 사람. 여고의 교장. 빙의된 후, 학생들의 치마를 들추어 현행범으로 체포되었다.
하야시 미노루 - 요시미 잇세이
누군가에게 빙의당한 “하야시 미노루” 중의 한 사람. 하라주쿠의 미용실 〈chateau de MINORU HAYASHI〉의 카리스마 미용사이지만, 손님의 머리를 엉망으로 만들어 트러블을 일으킨다.
하야시 미노루 <37> - 무라스기 세미노스케
누군가에게 빙의당했다는 “하야시 미노루” 중의 한 사람. 케이토쿠대학 의학부 교수이자 ips세포 연구의 권위자인 나카야마 와키(야마우라 사카에)의 조수. 애제자로 알려져 있었지만, 빙의 중 나카야마 교수를 살해해버린 듯 하며, 복수의 증거와 함께 경시청에 연행된다.
오오이 류지 - 카미야마 류지
누군가에게 빙의당한 순사. 경시청 내에서 권총을 꺼내 미상과 경찰 관계자들을 놀라게 한다.
탁발승의 교토 여자 - 오오츠카 레이
빙의사건의 피해자가 보았다고 하는 여자 탁발승. 입가에 점이 있다. 빙의당한 피해자들과 같이 교토 말투를 쓴다.

### 〈정의 회〉 (제4화)
자살자 유족 네트워크의 변호사·후루토가 미상을 방문해 자살 서클 〈퍼펙트 수사이드(PS)〉에 참가해 실종한 딸·미치카의 수색을 의뢰한다. 후루토는 미상의 수사에 참가해, PS의 참가자인 우에마츠가 쾌락 살인을 범하기 위해 서클에서 자살 지원자를 모은 것은 아니냐고 지적한다. 토마 등은 PS에 수사 멤버를 등록해 직접 대결로 향하지만, 그 결말은 잔혹한 것이었다. 사실을 안 진범인의 SPEC 홀더는 이성을 잃어 토마 등을 덮친다. 세부미 등이 반격해 확보하려고 한 순간, 범인은 돌연 미상에 나타난 남자들에게 어딘가 다른 곳으로 끌려간다.
후루토 히사코 <44> - 오쿠누키 카오루
변호사로, 자살자 유족 네트워크 회장. 자살했다고 생각된 딸 미치카에게 메일을 받은 것으로부터, 진상을 밝혀내기 위해 미상의 수사에 참가한다.
후루토 미치카 <17> - 미우라 유이
학교에서의 이지메를 근심으로 자살 서클 “퍼펙트 수사이드”에 입회해, 1년 전에 자살한다고 고하고, 자취를 감추었다.
우에마츠 이쿠오 - 유야마 다이치로
전회의 집단 자살에서 살아남아, 현재의 “퍼펙트 수사이드”의 간사로 여겨지는 남자. 원 용병으로, 당시 무엇인가의 이유로 제대 당하고 있다. 자살 지원자를 쾌락적으로 살해하고 있던 용의가 부상해, 미상이 행방을 쫓게 된다.

### 〈무의 회〉 - 〈기의 회〉 (제5·6화)
사토나카 미츠구 <38> - 오오모리 나오
전 형사로, 세부미의 SIT 재적 당시 선배.
사토나카 사유리 <33> - 니시하라 아키
사토나카 미츠구의 아내.
〈정의 회〉(제4화)부터 등장.
사토나카 리카 <5> - 홋타 유이
사토나카 미츠구의 딸.
〈정의 회〉(제4화)부터 등장.
미야자키 요스케 - 이하라 케이스케
흰 콧수염을 기른 건강 진단 검사 기사.
미네기시 히가시 <32> - 스기우치 타카시
세부미를 데리고 가려고 아키모토 사이조와 함께 찾아온 공안 제5과의 형사들 중 한 명.

### 〈신의 회〉 (제8화)
EXILE·NAOTO - NAOTO
병을 고치는 힘을 가진 “신의 손을 가진 남자”.
와타나베 마유토 <30> - 엔도 마사시
프리 라이터.

### 〈임의 회〉 (제9화)
히가시노 코지로 - 히가시노 코지
공안 0과의 수사관(어그레스), 또는 어그레스의 협력자. SPEC HOLDER이기도 하다.
도스코이 이사 셔틀 - 도스코이 랩퍼즈 (HULK, GUY)
미상에 돌아온 토마에게 〈양복 댄스〉를 전하는 2명의 이사 업자.

### 〈계(기)의 회〉 (최종화)
노인 - 이시바시 렌지
역사를 움직여 온 비밀 결사의 톱.
노노무라 미야비 - 나가타 안나
노노무라 코타로의 현재 아내. 구 성·다이고.

## SPEC~상~
2012년 4월 1일에 방송된 스페셜 드라마. 연속 드라마의 최종이야기로부터 1년 후를 그려, 드라마에서 풀리지 않은 마지막 장면의 수수께끼 등을 밝히는 내용이다. 미상에는 새로운 인물이 취임하며, 덴덴이 연기하는 이치야나기는 영화 《천》에도 등장한다.

### 게스트 캐릭터
킷카와 슈 <38> - 키타무라 카즈키 (특별 출연)
《상》에서 미상에 새롭게 배속된 형사. 원래는 조직범죄대책부 소속으로, 겉보기엔 깡패 같패같지만, 눈물이 많다. 오사카 사투리를 사용하며, 그를 따르는 동생뻘의 펀치파마 형사들이 수사에 동행한다. SPEC의 존재에 의심을 품고 있으며, 토마와 세부미와는 잘 통하지 않지만 눈앞에서 검은 남자를 본 후 계속해서 협력한다.
쿠온 노조미 <18> - 타니무라 미츠키
여고생. 사토리의 점집 앞에서 줄을 서있다가 총격에 휘말려 아빠와 엄마가 살해당하고 자신도 부상 당한다. 난사사건의 유일한 목격자로, 안경을 썼으며 토마와 비슷하게 미각이 둔하다. 엄마를 마망이라고 부른다.
칸베 아키라 - 타쿠마 타카유키
공사 현장의 인부. 공사 현장에 자부심을 갖고 신성한 장소로 여기고 있으며, 실수로 현장에 나타난 킷카와와 노조미에게 화를 낸다. 그 때문에 소동에 휘말려 공안제로의 보호 시설로 끌려간다.
오가와라 - 미우라 리에코
미레이가 다녔던 예대의 교수. 차분한 40대 여성이지만, 사실은 인기 독자모델인 젊은 남성을 스토킹하고 있다.
타로카드 점 아줌마 - 카루세루 마키
거리에서 타로점을 보는 점쟁이. 도망치는 사토리에게 여제카드를 뺏긴다.
브레이크 댄서 - 노자와 토오루
〈데드 엔드(막다른 골목)〉에 보호되고 있던 SPEC 홀더. 브레이크 댄스를 추면서 소리를 지우는 SPEC을 가진다. 부부젤라리맨즈를 이용한 칸베에 의한 킷카와 살해를 방해했기 때문에, 칸베에게 사살된다.
미후네 치즈코 - 마츠야마 케메코
실재 인물. 투시 능력을 가진 초능력자로서 후쿠라이 토모키치 박사에 소개되었다. 토마가 부모님과 남동생을 항공기 사고로 잃어 몹시 울고 있었을 때에 돌연 나타난다.
겟츠의 사람 - 단디 사카노
〈데드 엔드(막다른 골목)〉에 보호되고 있던 SPEC 홀더. 〈ゲッツ!(겟츠!)〉라고 구령을 외치면서 염동력과 같은 능력으로 물체를 부유시키고 있었다.

## 영화
영화 제1작 《극장판 SPEC~천~》은 2012년 4월 7일에 토호 계로 일본 개봉. 연속 드라마, SPEC~상~에 계속되는 이야기. 미라 시체 살인 사건을 시작으로 한 SPEC 홀더 조직과의 투쟁과, 〈심플 플랜〉을 진행 시키는 최고회의 음모, 수수께끼의 예언 〈파티마 제3의 예언〉의 존재가 그려진다.
영화 제2작 《극장판 SPEC~클로즈~》는 《전편(漸ノ篇 젠노헨[*])》·《후편(爻ノ篇 코노헨[*])》의 2부작으로 2013년 가을에 연속 개봉되었다. 당초는 1부작일 예정이었지만, 이야기의 스케일이 1작으로 완전히 해결되지 않았다고 하는 것으로 전후편으로 나누어졌다. 스핀오프인 스페셜 드라마 《SPEC~제로~》도 동시기에 방송되었다.

## 용어 설명

### SPEC
본 작품에서 등장하는 특수능력이다. 토마의 견해로는 보통 사람은 뇌를 10%밖에 사용하지 않지만, 그 외 사용되지 않는 뇌의 90%를 사용하여 발휘하는 것으로 되어있다. 그 능력은 예지, 사이코메트리, 빙의, 염동력 등 다양한 분야로 나타난다.

### SPEC HOLDER (스펙 홀더)
SPEC을 가진 인간의 총칭. 〈SPEC HOLDER〉의 명칭은 공안에 의하는 것. SPEC HOLDER로 구성된 집단·조직도 존재하고 있지만, 조직의 수나 각각의 목적은 불명. 복수의 조직이 있어, 조직끼리의 항쟁도 일어나고 있다. 세계를 그림자로부터 움직이려고 하는 목적이 보일듯 말듯 하지만, 집단 자체는 굳건함은 아니고 조직에 따르지 않는 능력자나 조직에 속하지 않는 능력자도 있다. 또한, 〈기의 회〉에 토마가 보고 있던 〈SPEC HOLDER LIST〉에 츠츠미·니시오기·이마이·우에다 등 제작 스태프의 이름이 다수 기재되어 있다.
| 등장회               | SPEC 소유자              | 능력                                     | 비고 |
| -------------------- | ------------------------ | ---------------------------------------- | --- |
| 갑의 회 (제1화)      | 니노마에 쥬이치          | 시간을 멈추는 능력                       | 정식으로는 〈사람의 몇만 배의 스피드로 움직이는 것이 가능한 능력〉. 그만큼 성장이 빨라, 독이 도는 것도 빠르다. |
| 갑의 회 (제1화)      | 와키 치히로              | 비정상적 신체 능력                       | 천정에 있는 것을 분쇄하거나 사람의 어깨를 골절시킬 정도의 속도로 테니스볼을 투척한다, 매우 빠른 속도로 달릴 수 있다. |
| 갑의 회 (제1화)      | 레이센 토시아키          | 미래를 예언하는 능력                     | 레몬의 즙을 빨아들여, 주문을 주창하는 것으로 미래를 예언할 수 있다. 레몬에 한정하지 않고 점치는 것이 가능해, 《상》에서는 자몽이나 고구마를 사용했다. |
| 갑의 회 (제1화)      | 시무라 미레이            | 사이코 메트리                            | 타인의 몸이나 손댄 것에 접하면 상대 안의 비전을 볼 수 있다. |
| 을의 회 (제2화)      | 카츠라 코지로            | 천리안                                   | 능력의 정체는 천리안이 아니고, 비정상적으로 발달한 청각. |
| 병의 회 (제3화)      | 하야시 미노루(대학 조수) | 빙의                                     | 다른 사람에게 빙의하고 있는 동안 본체의 의식은 없어져 있다. 본체가 부상당하면 빙의 중에도 그 부분을 사용할 수 없게 되어, 그 사이 무방비인 본체에 입은 아픔 등의 자극도 전해진다고 하는 약점이 있다. |
| 정의 회 (제4화)      | 후루토 히사코            | 염동력                                   | 생각으로 물체를 움직이거나, 생각한 대로 조작하거나 하는 것을 할 수 있다. 왼쪽 귀를 잡아당기는 것으로 생각을 보낸다. 분노로 힘을 최대한으로 해방했을 때는, 머리카락이 거꾸로 서, 무동작으로 굉장한 생각을 발한다. |
| 무의 회 (제5화)      | 운노 료타                | 병을 처방한다                            | 몸을 스캔해 상대방의 약해지고 있는 부분을 찾아내, 이마를 대어 처방한다. 응용으로 몸 일부의 기능을 잃게 할 수도 있다. 기의 회(제6화)·《상》에도 등장. |
| 경의 회 (제7화)      | 사토리                   | 사람의 마음을 읽는다                     | 뇌를 심하게 사용하기 때문에, 밤 12시 이후에는 심한 졸음이 온다고 하는 약점이 있다. 《상》에도 등장. |
| 신의 회 (제8화)      | EXILE·NAOTO              | 병을 고친다                              | 타인을 메신저 돌로서 사용해, 능력을 행사시키는 일도 가능. |
| 신의 회 (제8화)      | 부부젤라리맨즈           | 순간 이동                                | 부부젤라를 동시에 불어 사람이나 자기 자신을 순간 이동시킨다. 남을 대하는 것에서는 사람을 높은 곳으로 이동시킨 후 낙하시켜 살해하기도 한다. 부부젤라의 소리가 지워지면 능력 행사가 불가능하게 된다. 계(기)의 회(최종화)·《상》에도 등장. 《천》에서는 수영복에 고글 모습으로 등장.                                          |
| 임의 회 (제9화)      | 히가시노 코지로          | 염동력                                   | 상대의 움직임을 봉하는 염동력을 입으로부터 발한다. |
| 계(기)의 회 (최종화) | 치이 사토시              | 사람의 기억을 고쳐 쓴다                  | 상대의 관자놀이에 손가락 끝이나 주먹을 대고 기억을 고쳐 쓴다. 손가락 끝을 가볍게 대면 직전의 기억을, 주먹을 양 관자놀이에 길게 대면 장기에 걸친 기억을 조작할 수 있다. 효과는 완전하지 않고, 작은 계기로 기억이 되찾아지기도 한다.                                                                                         |
| ~상~                 | 토마 사야                | 죽은 SPEC HOLDER의 소환과 그 능력의 사역 | 왼손이 빛난 후, 지면에 왼손을 붙여 간절히 빌면, 죽은 SPEC HOLDER의 두발이 손에 달라붙어, 끌어올리는 것으로 실체를 동반한 상태로 불러낸다. SPEC을 사역할 때는 상대방과 왼손을 맞춰 돌아, 토마도 같은 동작을 한다. 사망자는 지면에 가라앉아 사후 세계로 돌아가지만, 호출한 토마가 의식을 잃었을 경우 그 자리로부터 사라진다. |
| ~상~                 | 칸베 아키라              | 순간 이동                                | 특정 포즈를 취해 〈퀫!〉이라고 외치는 것으로 발동한다. 다른 사람을 순간 이동시키는 일도 가능. |
| ~상~                 | 겟츠의 사람              | 염동력                                   | 〈겟츠!〉라고 말하면서 손가락을 가리키는 것으로, 손가락을 가리킨 부근의 물체를 떠오르게 한다. |
| ~상~                 | 브레이크 댄서            | 소리를 지운다                            | 브레이크 댄스를 추는 것으로, 주위의 온갖 소리를 지워 없앤다. |
| ~상~                 | 쿠온 노조미              | 컬렉션                                   | SPEC HOLDER의 피를 빨아 DNA를 흡수해, 그 SPEC을 자신의 것으로 만든다. |
| ~천~                 | 마담 얀                  | 냉기의 발생                              | 〈마르고 싶~어, 하지만 먹고 싶~어, 그런 당신에게 하이나우만〉이라고 말한 후에 부채를 부치는 것으로 냉기를 발생시켜, 여러 가지 물건을 얼게 한다. 테니스나 볼링 등의 폼이 되면 공격력이 오른다. |
| ~천~                 | 마담 인                  | 열기의 발생                              | 〈마담 인, 파이어-!〉라고 말한 후에 부채를 부치는 것으로 열기를 발생시킨다. 마담 얀과의 능력을 교대로 사용하는 것으로, 적을 프리즈드라이의 요령으로 미라화시킨다. |
| ~천~                 | 이토 아츠시              | 몸의 형상을 자유롭게 바꾼다              | 팔로부터 앞의 손의 형태를, 날카로워진 막대 모양이나 문어의 다리 모양 등으로 자유롭게 바꾸어 수미터로부터 상당한 장거리까지 닿게 할 수 있다. 이것에 의해서 살인이나 폭파 테러 등을 실시한다. |
| ~천~                 | 루프 아버지              | 공간을 루프시킨다                        | 훌라후프를 몸에 감아 걸어, 주변의 공간을 루프 시켜 적을 길에서 헷갈리게 할 수 있다. |

## 스태프
- 각본 - 니시오기 유미에
- 연출 - 츠츠미 유키히코, 카토 아라타, 이마이 나츠키, 카네코 후미노리
- 프로듀서 - 우에다 히로키, 이마이 나츠키
- 라인 프로듀서 - 아카바 치히로 (사무실 크레셴도)
- 음악 - 시부야 케이치로, 가브리엘 로베르토
- 촬영 - 마다라메 시게토모, 사카모토 마사토시
- 조명 - 카와사토 카즈유키
- 녹음 - 우스 히사오, 카나자와 야스오, 오토베 나오키
- 편집 - 오무라 미츠루, 야마구치 마키코
- 미술 프로듀서 - 나카무라 카나에
- 미술 디자인 - 오오키 타케시
- 미술 제작 - 야마시타 기타로
- 조감독 - 시라이시 타츠야
- 협력 - 주식회사 지니어스, 니치온, 미도이야마 스튜디오, BIGSHOT, 수퍼 드라이버즈, 아사히 해양 주식회사, 게이 프로
- 제작 협력 - 사무실 크레셴도
- 제작 - TBS

## 주제가
- THE RiCECOOKERS
  - 〈NAMInoYUKUSAKI〉 / 영어 버전: (1화 ~ 5화)
  - 〈波のゆくさき〉 / 일본어 버전: (6화 ~ 10화)

## 방송 일자
| 각 회                                                     | 방송일           | 부제                                                                                 | 연출            | 시청률 |
| --------------------------------------------------------- | ---------------- | ------------------------------------------------------------------------------------ | --------------- | ------ |
| 갑의 회 (제1화)                                           | 2010년 10월 8일  | 마탄의 사수                                                                          | 츠츠미 유키히코 | 11.5%  |
| 을의 회 (제2화)                                           | 2010년 10월 15일 | 하늘의 두 눈동자                                                                     | 츠츠미 유키히코 | 8.2%   |
| 병의 회 (제3화)                                           | 2010년 10월 22일 | 방랑하는 빙의자                                                                      | 카토 아라타     | 10.1%  |
| 정의 회 (제4화)                                           | 2010년 10월 29일 | 희사염려의 향연                                                                      | 이마이 나츠키   | 11.6%  |
| 무의 회 (제5화)                                           | 2010년 11월 12일 | 타락형사                                                                             | 츠츠미 유키히코 | 12.1%  |
| 기의 회 (제6화)                                           | 2010년 11월 19일 | 병의 처방전                                                                          | 카네코 후미노리 | 10.0%  |
| 경의 회 (제7화)                                           | 2010년 11월 26일 | 각오지진                                                                             | 카토 아라타     | 9.6%   |
| 신의 회 (제8화)                                           | 2010년 12월 3일  | 이매망량                                                                             | 이마이 나츠키   | 10.1%  |
| 임의 회 (제9화)                                           | 2010년 12월 10일 | 명왕강림                                                                             | 츠츠미 유키히코 | 9.0%   |
| 계(기)의 회 (최종화)                                      | 2010년 12월 17일 | 백년의 고독                                                                          | 츠츠미 유키히코 | 12.9%  |
| 평균 시청률 10.5% (시청률은 칸토 지구·비디오 리서치 조사) |                  |                                                                                      |                 |        |
| ~상~(승)                                                  | 2012년 4월 1일   | 할리우드도 주목한 그 드라마가 완전 신작으로 돌아왔다! 모든 수수께끼가 지금, 밝혀진다 | 츠츠미 유키히코 | 10.7%  |

- 첫회는 15분 확대해, 22:00 ~ 23:09 방송.
- 10월 29일은 《2010년 세계 여자 배구 선수권 일본×폴란드》방송 연장 때문에, 22:30부터 방송.
- 11월 5일은, 《99년의 사랑: Japanese Americans》 제3화 방송 때문에 결방.
- 2012년 2월 20일부터 3월 26일까지, 《SPEC~상~》·《극장판 SPEC~천~》의 온에어에 앞서 TBS 칸토 로컬로 재방송 되었다.
- 2012년 8월 1일부터 8월 7일까지, 칸토 로컬로 재방송.